# Saltillo
Saltillo (nevének jelentése: kis vízesés) nagyváros Mexikó északi részén, Coahuila állam fővárosa és 710 000 fős lakosságával legnagyobb települése (ha azonban nem csak a szűken vett városokat tekintjük, hanem az agglomerációkat, akkor csak második legnagyobb Torreón után.)
Saltillo egy, a Financial Timesban publikált 2013-as felmérés szerint, melyben 422 amerikai várost vizsgáltak, az egyik legnagyobb gazdasági potenciállal rendelkező település. A helyi gazdaság húzóágazata a gépjárműipar: a General Motors, a Chrysler és a Freightliner Trucks 30 telephelye működik Saltillóban.

## Földrajz

### Fekvése
Saltillo Coahuila állam délkeleti részén található, a Keleti-Sierra Madre hegyei között, közvetlenül a Zapalinamé-hegység északi oldalán. Minden irányból nyugat-keleti irányú, közel egyenes vonalú, néhol akár a 3000 m-es magasságot is megközelítő hegyláncok sokasága határolja azt a kis, délről észak felé lejtő, a tenger szintje felett 1500–1700 méterrel fekvő medencét, melyben a város megtelepült. Némelyik külvárosi utca már ezekre a hegyekre kúszik fel.

### Éghajlat
A város éghajlata igen meleg és viszonylag száraz. Minden hónapban mértek már legalább 31 °C-os hőséget, de a rekord csak éppen érte el a 40 °C-ot. Az átlagos hőmérsékletek a januári 12,1 és a júniusi 23,0 fok között váltakoznak, a fagy a késő ősz, téli és kora tavaszi hónapokban gyakori. Az évi átlagosan 370 mm csapadék időbeli eloszlása nagyon egyenetlen: a júniustól szeptemberig tartó 4 hónapos időszak alatt hull az éves mennyiség több mint 60%-a.
| Hónap                                   | Jan. | Feb. | Már. | Ápr. | Máj. | Jún. | Júl. | Aug. | Szep. | Okt. | Nov. | Dec.  | Év    |
| --------------------------------------- | ---- | ---- | ---- | ---- | ---- | ---- | ---- | ---- | ----- | ---- | ---- | ----- | ----- |
| Rekord max. hőmérséklet (°C)            | 31,0 | 33,0 | 35,5 | 37,5 | 40,0 | 38,0 | 37,0 | 35,5 | 34,0  | 39,0 | 32,9 | 31,0  | 40,0  |
| Átlagos max. hőmérséklet (°C)           | 19,7 | 21,2 | 24,7 | 27,1 | 29,6 | 29,8 | 29,2 | 28,7 | 26,5  | 24,7 | 22,5 | 20,1  | 25,3  |
| Átlaghőmérséklet (°C)                   | 12,1 | 13,4 | 16,8 | 19,4 | 22,3 | 23,0 | 22,8 | 22,3 | 20,2  | 17,9 | 15,2 | 12,9  | 18,2  |
| Átlagos min. hőmérséklet (°C)           | 4,5  | 5,6  | 9,0  | 11,7 | 15,0 | 16,1 | 16,4 | 15,9 | 14,0  | 11,1 | 7,9  | 5,6   | 11,1  |
| Rekord min. hőmérséklet (°C)            | −9,0 | −5,5 | −5,0 | 0,0  | 1,0  | 6,5  | 10,0 | 8,0  | 2,5   | −2,5 | −5,0 | −11,0 | −11,0 |
| Átl. csapadékmennyiség (mm)             | 17   | 10   | 7    | 17   | 35   | 39   | 59   | 66   | 60    | 29   | 12   | 18    | 369   |
| Forrás: Servicio Meteorológico Nacional |      |      |      |      |      |      |      |      |       |      |      |       |       |

## Közlekedés
Saltillo fontos közúti csomópont: itt keresztezi egymást a két óceánt Monterreyen, Torreónon és Victoria de Durangón keresztül összekötő 40-es, a szintén az északkeleti (Tamaulipas) és délnyugati (Colima) országrészeket összekapcsoló 54-es és a Mexikóvárosból az északi határon található Piedras Negrasba vezető 57-es főút.
Saltillóból vasútvonal is vezet Monterrey irányába és az ország belseje felé is, ezek a vonalak a Kansas City Southern Railway kezelésébe tartoznak.
A város nemzetközi repülőtere a Plan de Guadalupe nemzetközi repülőtér, mely a saltillói agglomerációhoz tartozó Ramos Arizpe mellett található.

## Népesség
A település népessége rendkívül gyors ütemben növekszik:
| Év   | Lakosság (Saltillo város) | Lakosság (Saltillói agglomeráció) |
| ---- | ------------------------- | --------------------------------- |
| 1990 | 420 947                   | 486 580                           |
| 1995 | 510 131                   | 583 326                           |
| 2000 | 562 587                   | 637 273                           |
| 2005 | 633 667                   | 725 259                           |
| 2010 | 709 671                   | 823 128                           |

## Története
A területet évezredek óta benépesítő számos indián törzs közül a 16. századra, amikor a spanyolok megérkeztek, a guachichilek, a rayadók és a nacaguák maradtak meg. A várost 1577-ben alapították Santiago de Saltillo néven. 1591-ben tlaxkalték indiánok egy csoportja szintén alapított a közelben egy települést, San Esteban de la Nueva Tlaxcalát, mely a 19. században egyesült a másik várossal, így jött létre a mai Saltillo.
A függetlenségi háború során, miután 1811. január 17-én a Calderón-hídi csatában a felkelők vereséget szenvedtek, észak felé vonultak vissza, majd Saltillónál váltak ketté. Miguel Hidalgo y Costilla, Juan Aldama, José Mariano Jiménez és Ignacio Allende még tovább haladt északra (ez lett vesztük: Acatita de Bajánnál elfogták és hamarosan kivégezték őket), míg Ignacio López Rayón és José María Liceaga délnek vette az irányt.
1847. február 22-én és 23-án zajlott le a közelben a La Angostura-i csata, ahol az Antonio López de Santa Anna vezette mexikói csapatok magukat győztesnek kikiáltva visszavonultak az észak-amerikai seregek elől.
1864-ben ideiglenesen Saltillo volt az ország fővárosa, mivel január 9. és április 2. között ide tette át székhelyét Benito Juárez kormánya.

## Turizmus, látnivalók
A városban néhány régi műemlék jelenti a legnagyobb nevezetességet, köztük az 1592-ben épült Szent István-templom, az 1745 és 1897 között épített monumentális barokk székesegyház, az 1910-ből származó García Carrillo színház, a Landín-kápolna, az Ojo de Agua-i templom, a kormányzati palota, az igazságügyi palota, az állami kongresszus épülete, a Szent Ferenc- és a Nepomuki Szent János-templomok, a Szent János-kolostor, az Athén-szökőkút, a ház, ahol Benito Juárez egy ideig élt, a technológiai intézet és a Teatro de la Ciudad színház. Legfontosabb emlékműve az Ignacio Zaragoza-emlékmű, a függetlenségi háborúból származó eredeti ágyúkkal.
Múzeumai közül legnevezetesebb az egész Amerikában egyedülálló Madármúzeum, emellett jelentős még A Sivatag Múzeuma, valamint a gyermekeknek és fiataloknak szóló Museo Interactivo el Chapulín és a Pinacoteca del Ateneo Fuente képtár.